# クルト・ラスヴィッツ
カール・テオドール・ヴィクトル・クルト・ラスヴィッツ（Carl Theodor Victor Kurd Laßwitz、1848年4月20日 - 1910年10月17日）はドイツの小説家。数学者、物理学者、地理学者でもあった。ウェーラートゥス（Velatus）のペンネームでも著作を発表した。ドイツ語圏におけるサイエンス・フィクションの創始者と見なされている。

## 生涯
ブレスラウ（現在のポーランド領ヴロツワフ）で、カルル・ヴィルヘルム・ラスヴィッツ（ユダヤ人の工場主・鉄材卸売商人。プロイセンの国会議員だったこともある）の息子として生まれた。彼は生誕地の大学およびベルリン大学に通って数学と物理学を学び、1873年に国家試験を受けて論文"über Tropfen, welche an festen Körpern hängen und der Schwerkraft unterworfen sind"（重力に抗して固体表面に付着した水滴について）で博士号を取得した。
1876年にゴータのギムナジウムで教師の職に就いた（生徒の1人にハンス・ドミニクがいた）。1884年には教授職に昇進した。
ゴータで死去（62歳）。現在もヴロツワフの栄誉墓地に埋葬されている。

## 業績
クルト・ラスヴィッツは現代SFの父と呼ばれている。彼は更に物理学、認識論およびイマニュエル・カントに関する本を執筆した。またグスタフ・フェヒナー（精神物理学の創始者）を批評する出版物の編集なども行なっている。同時代のH・G・ウェルズとは違い（ジュール・ヴェルヌとは全く違い）、ラスヴィッツはSF的設定というものを批評、或いは教育上の目的で使用した。彼の代表作は長編『両惑星物語』（"Auf zwei Planeten", 1897）である。数多くの言語に翻訳され、幾度も再刊された。
彼の社会批判的な文書は、ナチスによって禁書となった後、大部分が忘れ去られた。ドイツSFの父としての彼の地位は、結果的には、彼の教え子であったハンス・ドミニクに引き継がれた。
彼の名を冠したクルト・ラスヴィッツ賞（Kurd-Laßwitz-Preis）が1980年に創設された。これは、アメリカのネビュラ賞に倣った形式で、ドイツ語圏のSFを対象にした賞である。
ハンス＝エミール・シュスターが1977年にヨーロッパ南天天文台で発見した小惑星（46514番）は、彼にちなんでラスヴィッツ（Lasswitz)と命名された。

## 作品
- Bilder aus der Zukunft, 1878 (zwei Erzählungen aus dem 24. und 39. Jahrhundert)
- Atomistik und Kriticismus, 1878
- Die Lehre Kants von der Idealitaet des Raumes und der Zeit, 1883
- Seifenblasen, 1890 (moderne Märchen)
- Gustav Theodor Fechner, 1896
- Auf zwei Planeten, 1897 - Volltext: gasl.org, digbib.org
  - 『両惑星物語』松谷健二訳、早川書房（ハヤカワ・SF・シリーズ）、1971年
- Wirklichkeiten, 1900 (Beiträge zum Weltverständnis)
- Nie und immer, 1902
- Religion und Naturwissenschaft, 1904 (Vortrag)
- Aspira. 1905 (Roman einer Wolke)
- Was ist Kultur?, 1906
- Sternentau. Die Pflanze vom Neptunsmond, 1909
- Die Universalbibliothek. (Erzählung) als Buch erschienen 1998 zum 150. Geburtstag Laßwitz' im Wehrhahn Verlag Laatzen. ISBN 3-932324-99-4
- Prost! Der Faust-Tragödie (-n)ter Teil im Projekt Gutenberg lesbar  (auch als Print in der Reihe Vergessene Autoren der Moderne, Heft 28, lieferbar. Ohne ISBN.)

ほか、短編では"The Universal Library"「万能図書館」と"Auf der Seifenblase"「シャボン玉の世界で」の二作品が日本語に翻訳されている。

## 文献
- Bartholomäus Figatowski: Zwischen utopischer Idee und Wirklichkeit. Kurd Laßwitz und Stanislaw Lem als Vertreter einer mitteleuropäischen Science fiction. Wetzlar: Förderkreis Phantastik in Wetzlar 2004. (= Schriftenreihe und Materialien der Phantastischen Bibliothek Wetzlar; 78)
- William B. Fischer: The empire strikes out. Kurd Lasswitz, Hans Dominik, and the development of German science fiction. Bowling Green, Ohio: Bowling Green State Univ. Popular Press 1984. ISBN 0-87972-257-6
- Rudi Schweikert: Germanistisches Elend. Wider die Pseudo-Wissenschaftlichkeit. Mit den "Opfern" Arno Schmidt, Kurd Lasswitz und Karl May. Frankfurt am Main: Bangert u. Metzler 1985. ISBN 3-924147-17-5
- Heike Szukaj: Empfundenes und Erkanntes. Kurd Lasswitz als Wissenschaftspopularisator 1848-1910. Münster: Univ. Diss. 1996.